# Grotta Paglicci
Die Grotta Paglicci, ein bedeutender, überaus lang genutzter und besonders komplexer jungpaläolithischer und mesolithischer Fundplatz, ist eine Höhle bei Paglicci südöstlich der Gemeinde Rignano Garganico im Norden Apuliens. Die Höhle und der vorgelagerte Abri am Westrand des Monte Gargano, die 107 m über dem Meeresspiegel liegen, erlangten durch Beisetzungen, Steinritzungen, die einzigen umfangreicheren Wandmalereien Italiens aus dem Jungpaläolithikum und Handabdrücke, Knochenwerkzeuge, aber auch den ältesten Nachweis der Gewinnung von Mehl erhebliche Bedeutung für die Urgeschichte. In der Höhle fanden sich zwei Begräbnisplätze und eine Reihe von menschlichen Überresten aus dem Gravettien und dem Epigravettien, die dem Cro-Magnon-Menschen zuzurechnen sind, aber auch dem Aurignacien (Schicht 24).
Mehr als 45.000 Fundstücke aus der Höhle befinden sich in den Lagern der Soprintendenza archeologica di Taranto sowie im Museum von Rignano Garganico. Die Werke und Artefakte weisen Ähnlichkeiten mit jenen der Grotta Romanelli auf.

## Grabungsgeschichte und -ergebnisse

Magdalenienfundstelle Nr. 45

### Grabungen unter Francesco Zorzi (bis 1963)
Die Höhle war in der Region seit langem als Rotte de Jalarde bekannt, was sich auf einen Briganten namens Gabriele Galardi aus San Paolo di Civitate bezog, der sich in der 2. Hälfte des 19. Jahrhunderts immer wieder in diese Höhle zurückgezogen hatte. Er hatte dort angeblich einen gewaltigen Schatz hinterlassen, was immer wieder Schatzjäger anzog. 1955 besuchte der Paläontologe und Paläoethnologe Raffaello Battaglia von der Universität Padua als erster im Zuge urgeschichtlicher Untersuchungen am Gargano auch die Paglicci-Höhle, doch maß er ihr keinen hinreichenden Wert für genauere Untersuchungen bei. 
1957 gelang es dem Geologen Angelo Pasa, dem Zoologen Sandro Ruffo und Franco Mezzena paläolithische Knochen- und Steinartefakte zu entdecken, während der Schatzjäger Leonardo Esposito über Jahre in der Höhle auf der Suche nach dem besagten Schatz gewaltige Mengen an Schutt zusammengetragen hatte. Nachdem Francesco Zorzi, Direktor des Museo Civico di Storia Naturale di Verona, in Begleitung von Pasa und Fiorenzo Mancini von der Universität Florenz sowie Arturo Palma di Cesnola dort erschienen war, begann Zorzi 1960 mit den Vorbereitungen für eine wissenschaftliche Grabung. Ihm zur Seite standen Angelo Pasa und Franco Mezzena. Doch mussten die Archäologen feststellen, dass der besagte Raubgräber trotz Abratens weiterhin gegraben hatte und sogar mit Sprengstoff vorgegangen war, was den endgültigen Zusammenbruch des Eingangsbereiches der Höhle zur Folge hatte. Daher waren die Hoffnungen, noch ungestörte Schichten zu entdecken, zunächst gering, als die Grabung im April 1961 begann. 
Trotz der schweren Schäden fanden sich 6 m unterhalb der herabgestürzten Blöcke und einer jungpaläolithischen Schichtenfolge völlig ungestörte Bereiche, und es gelang, durch den Schutt, der über Jahre zusammengetragen worden war, einen Weg in das Innere der Höhle zu graben. Bis 1963 befassten sich die Ausgräber jedoch ausschließlich mit dem Eingangsbereich. Neben überaus reichen Werkzeugartefakten fanden sich tierische Überreste, aber auch Knochengravuren und menschliche Überreste.
In einem 6 mal 20 Meter messenden Saal, der nur durch einen Gang von der tief hängenden Decke aus zu erreichen war und der weit entfernt vom Eingang lag, fanden sich Wandmalereien. Auch fanden sich an der linken Wand der Höhlung nahe dem Eingang weitere Malereien. Trotz dieser bedeutenden Entdeckungen hatte der Tod von Professor Zorzi im Jahr 1964 zur Folge, dass lange Zeit weder gegraben noch publiziert wurde, so dass die Funde beinahe in Vergessenheit gerieten.

### Grabungen unter Palma Di Cesnola und Franco Mezzena (ab 1971)
Erst 1971, nach einem Lokaltermin im Vorjahr, nahmen Palma Di Cesnola und Franco Mezzena, nachdem der Schutt, den Esposito zurückgelassen hatte, weggeräumt worden war, die Grabung wieder auf. Die Kampagne der Universität Siena erstreckten sich über den Monat September und erreichte auch den ersten Saal der Höhle.
Unter dem äußeren Abri ließen sich Jungpaläolithikum und Mesolithikum erkennen, innerhalb der Höhle gelang es weitere acht Meter unter das Niveau zu gelangen, an dem Zorzis Grabung 1963 geendet hatte. Dort fanden sich Artefakte aus dem frühen Jungpaläolithikum, darunter ein Knochenfragment mit einem Graffito. Vor allem aber fand sich ein menschliches Skelett unter Ocker, dazu Schmuckgegenstände und Grabbeigaben. Um den Fund nicht zu gefährden, denn der Tote war erst bis zum Thorax ausgegraben worden, setzte man die Grabung bis November 1971 fort. Insgesamt sind die Schichten 12 m mächtig.

### Menschliche Überreste
Der Cro-Magnon-Junge (Paglicci II), entdeckt 1971, wurde auf ein Alter von 13 Jahren geschätzt, datiert wurde er auf etwa 25.000 Jahre. Zudem trat 1988/89 eine weitere Begräbnisstätte zu Tage, gleichfalls unter Ocker, die nur wenig jünger war. Es handelte sich um eine junge Frau von 18 bis 20 Jahren (Paglicci III), die auf rund 23.000 Jahre datiert wurde. Danach wurde die Höhle notdürftig verschlossen, um Raubgräber fernzuhalten. 
Die beiden Toten ließen sich in einer Untersuchung von 66 jungpaläolithischen (41 männlich, 25 weiblich) und 289 mesolithischen Skeletten (171 bzw. 118), deren Ergebnisse 1999 publiziert wurden, einordnen. Dementsprechend waren die Menschen vor dem letzten Maximum der Gletscherausdehnung recht groß, während sie in der Zeit danach deutlich kleiner waren. Die Menschen des westlichen Mesolithikums waren noch einmal geringfügig kleiner, wobei keine regionalen Unterschiede nachweisbar sind. Allerdings besteht zwischen West- und Osteuropa im Mesolithikum ein Größenunterschied, denn die östlichen Populationen waren im Schnitt größer als die westlichen. Neben den Überresten der beigesetzten Leichname fanden sich bis 2014 insgesamt 116 weitere menschliche Knochen, die jedoch in der Höhle verstreut waren. Daher wurde die These aufgestellt, es habe bei den Begräbnissen möglicherweise Standesunterschiede gegeben, die sich in der Art des Umgangs mit den Toten niedergeschlagen hätten. 69 der 116 Knochen konnten dem Gravettien zugeordnet werden, 47 dem Epigravettien. Sie gehörten zu mindestens 14 Erwachsenen und 8 jüngeren Individuen. Bei einer 2014 durchgeführten Untersuchung an Paglicci II, dem Jungen, fand man zwischen den Knöcheln Manganoxid, das tiefe Einritzungen aufwies. Man konnte feststellen, dass aus diesem kleinen Block mit verschiedenen Techniken versucht worden war, schwarzes Pigment zu gewinnen. Für die Frau wurde ein anderes Pigment gewählt.

### Vereinfachte Stratigraphie
Insgesamt ließen sich zunächst 21 Schichten unterscheiden, deren jüngste (3,a) dem Epigravettien angehört, das seinerzeit auf etwa 9500 v. Chr. datiert wurde, die älteste (21,d) auf etwa 23.000 v. Chr. Eine Verfeinerung der Stratigraphie bzw. ihrer Datierung wurde durch die Tephraschichten erleichtert, von denen die bedeutendste diejenige ist, die durch die Eruption der Phlegräischen Felder westlich von Neapel um 37300 v. Chr. entstanden war. Heute ist Schicht 26 die Basis der Stratigraphie; diese Basis der Sequenz besteht aus einer carbonathaltigen Kruste, überlagert von einer dicken, roten, schluffig-lehmigen Schicht. Die tiefste Schicht geht auf die Aktivität des Vulkans Monte Vulture zurück, die vor 130.000 Jahren endete. Eine erosive Oberfläche, der obere Teil der Schicht 26, besteht aus hellbraunem, schluffigem Lehm. Schicht 25 ist ebenfalls ohne Bedeutung für die Urgeschichte, da sie nur aus rotem, siltigem Lehm besteht, der von einer carbonathaltigen Linse bedeckt wird. Schicht 24a und 24b enthalten pyroklastischen Staub.

### Grabungen der Universität Siena (ab 1972), weitere Ergebnisse
Seit 1972 widmen sich die Grabungen der Universität Siena vor allem dem ersten Saal. Dabei gelang 1988 die Freilegung der zweiten Gravettienbeisetzung, der einer Frau, die bereits 1971 entdeckt worden war, aber auch weiterer Kunstwerke. Dazu zählten Graffiti, nicht weiter deutbare symmetrische Felsritzungen auf Steinfragmenten, auf Knochen und auf Kieseln – an letzteren lassen sich vorbereitende Glättungsarbeiten und eine Art Rahmenbildung belegen, der Gebrauch von Ocker hingegen nur in einem einzigen Fall, schließlich waren alle zuvor Gebrauchobjekte, bevor die Ritzungen angebracht wurden –, die an archaische Schriftformen erinnern. Hinzu kamen Felsritzungen an einem herabgestürzten Block nahe dem Eingang der Höhle sowie das Fragment einer Kalkplatte mit einem Teil einer menschlichen Darstellung. 
Pollenuntersuchungen in der ersten Hälfte der 1980er Jahre belegten ein in das jüngere Dryas datiertes Material des Epigravettien, das auf ein trockenes Klima verweist.
An Befunden des Epigravettian (Schicht 4a), das seinerzeit auf 11.950 ± 190 BP datiert wurde, ließ sich nachweisen, dass in dieser Zeit Abris und Höhle vorrangig als beinahe ausschließliche Schlachtstätte genutzt wurden, wo vor allem Fellverarbeitung Spuren hinterließ. Es handelte sich also wohl durchgehend um ein Beobachtungs- und Jagdlager.
Ähnliches gilt für die deutlich ältere, dem Gravettien zugeordnete Schicht 22f, wo sich ausschließlich Schnittspuren von Menschen an den Tierknochen nachweisen ließen, während sich in der darunter befindlichen Schicht 23c auch Nagespuren von Tüpfelhyänen erwiesen. Dies gilt auch für Schicht 24, die bereits dem Aurignacien zugewiesen werden konnte.
1997 erschien eine Untersuchung auf der Grundlage von 102 Zahn- und Knochensamples aus der Zeit zwischen 32.600 und 13.300 BP, die zu den Arten Cervus elaphus, Bos primigenius und Equus caballus zählten. Anhand ihres Kollagens, dessen Anteil allerdings im Schnitt nur 0,5 bis 15 % des Kollagens in einem „frischen“ Knochen entsprach, ließ sich erweisen, dass sowohl Rothirsch als auch Auerochse und Pferd sich auf der Basis von C3-Pflanzen ernährten, wobei sich ein Wechsel von trockener zu feuchterer Umgebung andeutete sowie ein Fortschreiten der Verwaldung gegen Ende der untersuchten Epoche. Neben den genannten Arten ließen sich auch Equus ferus, Equus hydruntinus (Europäischer Wildesel), Sus scrofa, Capra ibex, Rupicapra und Capreolus capreolus nachweisen, die allesamt dem Jagdspektrum der seinerzeitigen Menschen der Schichten 22 und 23 entsprachen und die in der näheren Umgebung erlegt worden waren. Dabei erhöhte sich die Zahl der Ziegenartigen, und die Zahl der Knochen, die sich auf Auerochse oder Equus hydruntinus zurückführen ließen, ging ebenso zurück wie die Zahl der Waldbewohner. Dies deutet gleichfalls auf eine starke Abkühlung in Schicht 22a-c hin, den oberen drei der fünf Sub-Schichten dieses Stratums. In der zeitlich davor liegenden, kalten und trockenen Phase von Schicht 23 lebten die bereits erwähnten Säugetiere, zu denen sich kleinere gesellten, wie Microtus arvalis, ebenso wie kälteliebende Vogelarten. An Pflanzen ließen sich Wacholder, Pflaumenbäume und Pistazie nachweisen. Diese Zusammensetzung des Beutespektrums war an der tyrrhenischen Küste Süditaliens in der Grotta della Cala völlig anders, wo praktisch nur Reh und Hirsch gejagt wurden. Zu ähnlichen Ergebnissen kam eine Untersuchung für das Aurignacien, für das anhand von zehn Fundstätten, darunter Paglicci, in Italien erhebliche Unterschiede nachgewiesen werden konnten, die auf die ökologische Ausgangssituation zurückzuführen sind, an die sich neue Siedler schnell anpassen mussten, aber auch auf die extrem geringe Zahl menschlicher Bewohner.
Da sich im Gravettien ein entscheidender Wechsel in der Jagdtechnik bei gestiegener Einwohnerzahl vollzog, wo sehr viel stärker mit Distanzwaffen die Pirschjagd betrieben wurde, was sich wiederum anhand der Steinbearbeitungstechnik erweisen lässt, fanden die zahlreichen Fundstücke der entsprechenden Schichten breite Aufmerksamkeit in der Forschung. Die Projektilspitzen waren nunmehr Bestandteil von Kompositwerkzeugen, deren Ausgangspunkt die Lanze war, die jedoch nunmehr als Wurfgeschoss von einer Speerschleuder abgefeuert wurde; zugleich wurden die Projektilspitzen mittels klebender Substanzen und mit Hilfe von Bändern aus organischen Substanzen damit verbunden. Folglich standen die Schichten des frühen Gravettien, also die Strata 22 und 23, im Mittelpunkt der Arbeiten. Dort zeigte sich, dass die Projektilspitzen nun völlig anders aussahen, aber auch unter dem Mikroskop Bearbeitungs- und Gebrauchsspuren preisgaben. Dabei variierte die Länge der Spitzen zwischen 14 und 72 mm, ihre Form und Größe hing von der Art der Verbindung mit dem speer- oder lanzenartigen Hauptteil und dem Verwendungszweck ab, der wiederum von der Jagdbeute abhing. Auch fanden sich fünf Knochen, die anscheinend in ähnlicher Weise eingesetzt wurden, wie die steinernen Rückenspitzen. 
Jüngste Untersuchungen zeigen, dass von den 104 inzwischen entdeckten Geweih- und Knochenwerkzeugen ausnahmslos alle von Hirsch, Pferd, Auerochse oder Wildschwein stammen. Zwar ließen sich aufgrund der verhältnismäßig geringen Zahl der Werkzeuge dieses Materials keine statistischen Aussagen gewinnen, zumal sich die besagte Werkzeugzahl auf eine Reihe von Schichten verteilt, doch ließen sich bestimmte Werkzeugtypen den Epochen zuordnen.
Das Centro Studi Paglicci, geleitet von Enzo Pazienza, initiierte eine Dauerausstellung am Grabungsort, und auch das Comitato di Grotta Paglicci, das inzwischen im Centro Studi aufgegangen ist, erwarb sich große Verdienste beim Bekanntmachen der außergewöhnlichen Funde. Auch kümmerten sich die Organisatoren um andere bedeutende Fundstätten wie die Dolmen von Madonna di Cristo und von Lamasecca, dann die Grotta Spagnoli, die Grotta Trappedo, die Grotta dei Miracoli oder die Grotte della Valle di Ividoro. Auch für die künstlerische Bearbeitung des Eingangsbereichs im Rahmen des Parco Nazionale del Gargano zeichnete das Komitee 2001 verantwortlich. Vor dem 10. Juli 2006 wurde die Höhle von Vandalismus betroffen, im Juli 2008 erwies sich eine der Wände als stark einsturzgefährdet.

### Grabungen unter Annamaria Ronchitelli (ab 2000), jüngste Arbeiten
Zwei Jahre lang, von 2000 bis 2002, wurde unter Leitung von Annamaria Ronchitelli von der Universität Siena gegraben, die sich wiederum dem Abri zuwandte, um ihm mit neuen Methoden weitere Aussagen abzugewinnen. Ab 2004 kamen dabei Überreste verschiedener Tiere zu Tage, darunter solche, die die Anwesenheit von Tüpfelhyänen nahelegten (SU 64 und 53), wie etwa Koprolithen, schließlich auch Knochen, die in einer für Tüpfelhyänen typischen Art des Fressrückstandes aufgefunden wurden.
In der Gravettienschicht (23A) fanden sich die ältesten Belege für die Gewinnung von Mehl aus stärkehaltigen Pflanzen, nämlich aus Hafer. Entsprechende Spuren fanden sich an einem Mahlstein. Auch ließen sich komplexe Verfahrensweisen bei der Vorbereitung der pflanzlichen Bestandteile auf das Mahlen nachweisen, nämlich durch Erhitzen. Dies könnte in der sich abkühlenden Phase von besonderer Bedeutung gewesen sein.
Zwei Zähne des Epigravettien wiesen unter dem Mikroskop unterhalb der Krone Spuren auf, die auf den Gebrauch von einer Art Zahnstocher hinweisen. Möglicherweise kam dieser zum Einsatz, um wundes Zahnfleisch zu entlasten.